# أوليفر كلاوس
أوليفر كلاوس (4 مايو 1990 بسويسرا - ) هو لاعب كرة قدم سويسري في مركز حراسة المرمى. لعب مع نادي بازل ونادي فادوتس ويافردون سبور ‏.

## وصلات خارجية
- أوليفر كلاوس على موقع قاعدة بيانات كرة القدم.إي يو (الإنجليزية)
- أوليفر كلاوس على موقع Soccerway.com (الإنجليزية)
- أوليفر كلاوس على موقع عالم كرة القدم.نت (الإنجليزية)